# Cete
Cete est une paroisse civile portugaise (en portugais : freguesia) de la municipalité de Paredes, dans le district de Porto.
Lors du recensement de 2021, Cete compte 3 091 habitants.